# 매봉산 (성동구)
매봉산(매峰山)은 대한민국 서울특별시 중구, 용산구와 성동구에 걸쳐 위치한 산이다. 높이는 해발 174.9m로 응봉산이라고도 부른다. 산이 높고 빼어났는데, 임금이 사냥할 때 이곳에서 매를 놓아 꿩을 잡았다고 전하는 데서 유래된 이름이다.

## 위치
매봉산은 응봉근린공원에 포함되어 있으나 현재는 매봉산으로 불리고 있다. 옛날에는 응봉(鷹峰)으로 통칭되었으나 현재는 매봉산, 금호산, 대현산, 대현산배수지공원, 응봉산으로 나뉘었다. 응봉근린공원의 전체적인 면적은 670,168m2이고, 자치구별 면적은 용산구(172,217m2), 중구(115,418m2), 성동구(382,533m2)이며 자치구별로 분할하여 관리한다.

## 전해오는 이야기
응봉은 산이 높지는 않으나 빼어났으며, 임금이 사냥할 때 이곳에서 매를 놓아 꿩을 잡았으므로 매봉 또는 한자명으로 응봉이라 하였다. 큰 매봉 · 작은 매봉은 모두 응봉 줄기의 봉우리로 한강과 중랑천이 만나는 지역 북쪽에 서로 남북으로 마주 보고 있다. 이 넓은 산역(山域)을 일반적으로 응봉이라 부르면서, 봉우리의 높이에 따라 큰 매봉 · 작은 매봉으로 불렀다. 응봉은 한양에 천도하여 왕궁이 이루어지기 전부터 임금의 매 사냥터였다.
1394년(태조 3) 천도에 앞서, 동교(東郊, 뚝섬 일대)에서 매를 놓아 사냥을 즐겼다. 이때 응봉에서 활을 쏘았는데 화살을 맞은 새가 중랑포(中浪浦) 도요연(桃夭淵)에 떨어졌으므로 이 자리를 살곶이, 즉 전관(箭串)이라 하였다고 한다. 태조는 1395년(태조 4)에 지금의 매봉 기슭에 매사냥을 관장하는 응방을 설치하였다.

## 주변환경
행당동은 매봉산 북쪽 일대에 있으며 동쪽의 사근동, 북쪽의 마장동·도선동, 남쪽의 큰 매봉산 정상에서 동쪽 산줄기를 타고 전관천까지 응봉동과 접한다.

## 같이 보기
- 응봉역